# Ramón Sampedro
Pour les articles homonymes, voir Sampedro.
Ramón Sampedro Cameán, né le 5 janvier 1943 dans la commune de Porto do Son en Galice (Espagne) et mort le 12 janvier 1998 à Boiro, est un marin, écrivain et militant de l'euthanasie.

## Biographie

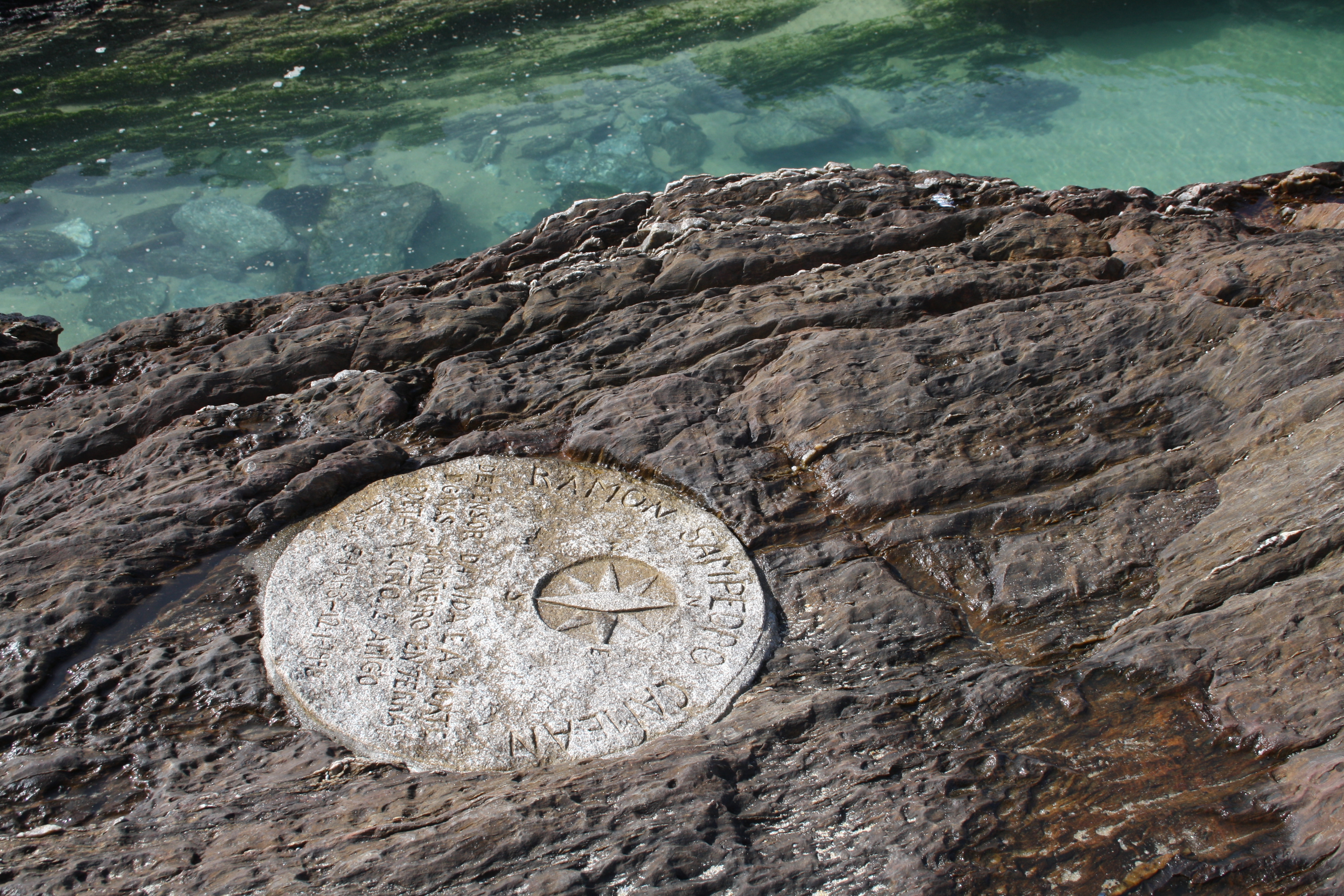
Plaque sur le lieu de l'accident. Est écrit en galicien "Ramón Sampedro Cameán, défenseur de la vie et de la mort dignes, marin sur terre, poète, voisin et ami."

À 19 ans, Ramón Sampedro s'est enrôlé dans la marine marchande avec l'intention de connaître le monde.
Devenu tétraplégique après s'être brisé la nuque en plongeant d'une falaise dans une mer peu profonde, il s'est battu durant vingt-neuf ans pour le droit à l'euthanasie. Au terme d'une longue bataille juridique qui ne l'autorisa pas à se donner la mort légalement, Ramón Sampedro décida de mettre lui-même un terme à son existence. Le 12 janvier 1998, il se donna la mort avec l'aide de onze amis. Aucun de ses complices ne fut accusé car Sampedro brouilla habilement les pistes, chacun ayant une mission secrète ne l'impliquant pas de façon certaine dans la mort de leur ami : l'un avait les clefs de son domicile, l'autre acheta le cyanure de potassium, le suivant plaça le verre sur la table de nuit, le quatrième plongea la paille et ainsi de suite jusqu'au dernier qui filma Ramón, sourire aux lèvres, quelques secondes avant sa mort.
Son amie Ramona Maneiro fut arrêtée quelques jours après son décès mais ne fut pas condamnée par manque de preuves. Sept ans après, dès que le délit eut été prescrit, Ramona a admis dans une émission de télévision avoir facilité à Ramón l'accès au poison ayant causé sa mort et avoir enregistré la vidéo où celui-ci a prononcé ses derniers mots.

## Œuvres
Ramón Sampedro a écrit deux livres :
- Cartas desde el infierno (littéralement de l'espagnol Lettres depuis l'enfer) publié en 1996, regroupe ses écrits jusqu'à cette date ;
- Cando eu caia (littéralement du galicien Lorsque je tomberai) est un recueil de poèmes publié après sa mort en 1998.

## Films
La vie de Ramón Sampedro a été portée à l'écran en 2004 dans le film Mar adentro d'Alejandro Amenábar. Précédemment, en 1999, elle avait inspiré un long métrage galicien intitulé Condenado a vivir (Condamné à vivre). 